# Championnat d'Angleterre de football 1982-1983
Navigation
Édition précédente Édition suivante
La 84e édition du championnat d'Angleterre de football est remportée par Liverpool FC. Le club liverpuldien finit onze points devant Watford FC et gagne son quatorzième titre de champion d'Angleterre. L’écart avec le troisième est faible, Watford FC devance Manchester United d'un point. 
Liverpool FC se qualifie pour la coupe des clubs champions en tant que champion d'Angleterre. Manchester United, vainqueur de la coupe se qualifie pour la Coupe des vainqueurs de coupe. Watford FC, Tottenham Hotspur, Nottingham Forest et Aston Villa se qualifient pour la Coupe UEFA au titre de leur classement en championnat.
Le système de promotion/relégation ne change pas : descente et montée automatique, sans matchs de barrage pour les trois derniers de première division et les trois premiers de deuxième division. À la fin de la saison Brighton and Hove Albion, Swansea City et Manchester City, sont relégués en deuxième division. Ils sont remplacés par Queens Park Rangers, Wolverhampton Wanderers et Leicester City.
L'attaquant anglais Luther Blissett de Watford FC remporte le titre de meilleur buteur du championnat avec 27 réalisations.

## Les clubs de l'édition 1982-1983
| Club                                   | Ville          |
| -------------------------------------- | -------------- |
| Arsenal Football Club                  | Londres        |
| Aston Villa Football Club              | Birmingham     |
| Birmingham City Football Club          | Birmingham     |
| Brighton and Hove Albion Football Club | Brighton       |
| Coventry City Football Club            | Coventry       |
| Everton Football Club                  | Liverpool      |
| Ipswich Town Football Club             | Ipswich        |
| Liverpool Football Club                | Liverpool      |
| Luton Town Football Club               | Luton          |
| Manchester United Football Club        | Manchester     |
| Manchester City Football Club          | Manchester     |
| Norwich City Football Club             | Norwich        |
| Notts County Football Club             | Nottingham     |
| Nottingham Forest Football Club        | Nottingham     |
| Southampton Football Club              | Southampton    |
| Stoke City Football Club               | Stoke-on-Trent |
| Sunderland Association Football Club   | Sunderland     |
| Swansea City Association Football Club | Swansea        |
| Tottenham Hotspur Football Club        | Londres        |
| Watford Football Club                  | Watford        |
| West Bromwich Albion Football Club     | West Bromwich  |
| West Ham United Football Club          | Londres        |

## Classement
| Rang | Équipe                   | Pts | J  | G  | N  | P  | Bp | Bc | Diff |
| ---- | ------------------------ | --- | -- | -- | -- | -- | -- | -- | ---- |
| 1    | Liverpool                | 82  | 42 | 24 | 10 | 8  | 87 | 37 | +50  |
| 2    | Watford                  | 71  | 42 | 22 | 5  | 15 | 74 | 57 | +17  |
| 3    | Manchester United        | 70  | 42 | 19 | 13 | 10 | 56 | 38 | +18  |
| 4    | Tottenham Hotspur        | 69  | 42 | 20 | 9  | 13 | 65 | 50 | +15  |
| 5    | Nottingham Forest        | 69  | 42 | 20 | 9  | 13 | 62 | 50 | +12  |
| 6    | Aston Villa              | 68  | 42 | 21 | 5  | 16 | 62 | 50 | +12  |
| 7    | Everton                  | 64  | 42 | 18 | 10 | 14 | 66 | 48 | +18  |
| 8    | West Ham                 | 64  | 42 | 20 | 4  | 18 | 68 | 62 | +6   |
| 9    | Ipswich Town             | 58  | 42 | 15 | 13 | 14 | 64 | 50 | +14  |
| 10   | Arsenal                  | 58  | 42 | 16 | 10 | 16 | 58 | 56 | +2   |
| 11   | West Bromwich Albion     | 57  | 42 | 15 | 12 | 15 | 51 | 49 | +2   |
| 12   | Southampton              | 57  | 42 | 15 | 12 | 15 | 54 | 58 | -4   |
| 13   | Stoke City               | 57  | 42 | 16 | 9  | 17 | 53 | 64 | -11  |
| 14   | Norwich City             | 54  | 42 | 14 | 12 | 16 | 52 | 58 | -6   |
| 15   | Notts County             | 52  | 42 | 15 | 7  | 20 | 55 | 71 | -16  |
| 16   | Sunderland               | 50  | 42 | 12 | 14 | 16 | 40 | 55 | -15  |
| 17   | Birmingham City          | 50  | 42 | 12 | 14 | 16 | 40 | 55 | -15  |
| 18   | Luton Town               | 49  | 42 | 12 | 13 | 17 | 65 | 84 | -19  |
| 19   | Coventry City            | 48  | 42 | 13 | 9  | 20 | 48 | 59 | -11  |
| 20   | Manchester City          | 47  | 42 | 13 | 8  | 21 | 47 | 70 | -23  |
| 21   | Swansea City             | 41  | 42 | 10 | 11 | 21 | 51 | 69 | -18  |
| 22   | Brighton and Hove Albion | 40  | 42 | 9  | 13 | 20 | 38 | 68 | -30  |

|  | Champion d'Angleterre |
|  | Relégation            |

## Affluences
| #  | Club                     | Stade            | Affluence moyenne sur la saison | Variation |
| -- | ------------------------ | ---------------- | ------------------------------- | --------- |
| 1  | Manchester United        | Old Trafford     | 41 695                          | - 6,5 %   |
| 2  | Liverpool FC             | Anfield          | 34 758                          | - 0,9 %   |
| 3  | Tottenham Hotspur        | White Hart Lane  | 30 581                          | - 12,9 %  |
| 4  | Manchester City          | Maine Road       | 26 789                          | - 21,4 %  |
| 5  | Arsenal FC               | Highbury         | 24 153                          | - 5,6 %   |
| 6  | Aston Villa              | Villa Park       | 23 748                          | - 11,3 %  |
| 7  | West Ham United          | Upton Park       | 22 822                          | - 14,2 %  |
| 8  | Everton FC               | Goodison Park    | 20 277                          | - 17,8 %  |
| 9  | Ipswich Town             | Portman Road     | 19 503                          | - 11 %    |
| 10 | Watford FC               | Vicarage Road    | 19 488                          | D2        |
| 11 | Southampton FC           | The Dell         | 18 799                          | - 13,9 %  |
| 12 | Nottingham Forest        | City Ground      | 17 851                          | - 10,5 %  |
| 13 | Sunderland AFC           | Roker Park       | 17 370                          | - 11,4 %  |
| 14 | Norwich City             | Carrow Road      | 16 862                          | D2        |
| 15 | Stoke City               | Victoria Ground  | 16 622                          | + 13,6 %  |
| 16 | Birmingham City          | St Andrew's      | 15 638                          | - 8,6 %   |
| 17 | West Bromwich Albion     | The Hawthorns    | 15 200                          | - 9,4 %   |
| 18 | Brighton and Hove Albion | Goldstone Ground | 14 662                          | - 19,6 %  |
| 19 | Luton Town               | Kenilworth Road  | 13 452                          | D2        |
| 20 | Swansea City             | Vetch Field      | 11 704                          | - 35,8 %  |
| 21 | Coventry City            | Highfield Road   | 10 552                          | - 19,5 %  |
| 22 | Notts County             | Meadow Lane      | 10 265                          | - 11,6 %  |

## Bilan de la saison
| Tableau d'Honneur                          |                   |
| Compétition                                | Vainqueur         |
| Championnat d'Angleterre de football       | Liverpool         |
| Coupe d'Angleterre de football             | Manchester United |
| Coupe de la Ligue d’Angleterre de football | Liverpool         |
| Charity Shield                             | Liverpool         |

| Promotions et relégations |                                                            |
| Promus                    | Queens Park Rangers Wolverhampton Wanderers Leicester City |
| Relégués                  | Brighton & Hove Albion Swansea City Manchester City        |

## Meilleur buteur
Avec 27 buts, Luther Blissett, attaquant anglais qui joue à Watford FC, remporte son unique titre de meilleur buteur du championnat.